# Кошта, Давид
Дави́д Пере́йра да Ко́шта (порт. David Pereira da Costa; родился 5 января 2001 года, Алмада, Португалия) — португальский футболист, полузащитник клуба «Ланс».
Кошта родился в Португалии в семье из шести детей, когда ему было 9 он переехал во Францию.

## Клубная карьера
Кошта — воспитанник французского клуба «Ланс». В 2019 году Давид начал выступать за дублирующий состав. 8 ноября 2020 года в матче против «Реймса» он дебютировал в Лиге 1. 3 марта 2021 года в поединке против «Сент-Этьена» Давид забил свой первый гол за «Ланс». В том же году он продлил контракт на 3 года.